# جايمي الجيرسواري
جايمي الجيرسواري (بالإسبانية: Jaime Alguersuari)‏ مواليد 23 مارس 1990، هو سائق فورملا 1 إسباني بدأ مسيرته الاحترافية عام 2009. كان أول سباق له هو سباق الجائزة الكبرى المجري 2009. خاض خلال مسيرته 46 سباقاً.

## روابط خارجية
- جايمي الجيرسواري على موقع ميوزك برينز (الإنجليزية)
- جايمي الجيرسواري على موقع ميوزك برينز (الإنجليزية)
- جايمي الجيرسواري على موقع Racing-Reference.info (الإنجليزية)
- جايمي الجيرسواري على موقع DriverDB.com (الإنجليزية)